# Javorina (Velká Fatra)
Javorina (1327,9 m n. m.  ) je vrch v centrální části Velké Fatry. Nachází se přibližně 16 km jihovýchodně od Martina.  Západní svahy vrchu patří do NPR Borišov.

## Poloha
Nachází se v centrální části Velké Fatry, v geomorfologickém podcelku Lysec.  Leží na hranici okresů Martin a Ružomberok a zasahuje na katastrální území obcí Belá-Dulice a Ľubochňa.  Javorina se nachází na jižním konci turčianské větve hlavního hřebene, pouze přibližně 2 km severně od Ploské, v závěru Belianské doliny. Patří do Národního parku Velká Fatra a západní část patří do NPR Borišov. 

## Popis
Javorina je součástí turčianské větve hlavního hřebene, která se s tou Liptovskou spojuje právě v masivu nedaleké Ploské. Od ní a podobně mohutného Borišova (1510 m n. m.) ji na jihu odděluje vrch Šoproň (1370 m n. m.), Severním sousedem je Štefanová (1300 m n. m.), západním vrch Suchá (1112 m n. m. ) a východním Minčol (1398 m n. m.) a Rakytov (1567 m n. m.). Západní svahy spadají do Belianské doliny, východní se svažují do Ľubochnianské doliny. Nimi je také odvodňován masiv; Belianským potokem západním směrem do řeky Turiec a severně tekoucí Ľubochniankou do Váhu.  Jižní a východní části vrcholového hřebene mají formu horských luk, zatímco severní svahy mají souvislý lesní porost.

### Výhledy
Poloha vrchu v centrální části pohoří a částečně hôľnatý vrchol umožňují výborný výhled zejména na vrchy Velké Fatry. Dobře viditelná je také téměř celá Malá Fatra a části hřebene Nízkých Tater (zejména masiv Prašivé a okolí Chabence ), Kubínska hoľa či Velký Choč, nezřídka se na horizontu ukáže i Babia hora a Pilsko. 

## Přístup
Na vrchol Javoriny nevedou z okolních obcí žádné turistické stezky, proto je přístup možný hřebenem přes sousední vrcholy, resp. rozcestí při Chatě pod Borišovom.
- po  červeně značené magistrále po hřebeni:
  - z jižního směru od Chaty pod Borišovom přes Šoproň
  - z severního směru přes Malý Lysec a Štefanovú

- z Belé–Dulice:
  - po  modře značené trase přes Jasenskou dolinu a Malý Lysec
  - po  zeleně značené trase přes Belianskou dolinu a rozc. při Chatě pod Borišovom
- z Necpál po  modře značené trase Necpalskou dolinou a rozc. při Chatě pod Borišovom[2]